# Ion Maria
Ion Maria (n. 28 octombrie 1961, Grecești, Dolj) este un poet român. Membru al Uniunii Scriitorilor din România.

## Date biografice
Licențiat al Universității din Craiova cu specializarea Istorie, Limba și Literatura Latină. Ion Maria publică poezie în revistele: Ramuri, Mozaicul, Vatra, Familia, Poezia, Steaua, Convorbiri literare, Viața românească etc.

### Volume publicate
- Patmos, Editura Ramuri,  2002;
- Balene zburînd, Editura Ramuri,  2003;
- Dincolo de zid, Editura Ramuri, 2005;
- Povestiri din cartierul de est, Ed. Brumar, 2007;
- Poziția lotus, Ed. Vinea, 2008.

Este profesor de istorie la Colegiul National Economic Gheorghe Chițu.

## Premii
- Volumul Patmos, apărut în 2002 la Editura Ramuri, a primit premiul pentru debut al Filialei Craiova a Uniunii Scriitorilor din România.
- Volumul de versuri Dicolo de Zid, apărut la Editura Ramuri în 2005, a primit Marele Premiu pentru volum de poezie la concursul „Ad Visum”, Viseul de Sus, Maramureș, în anul 2006.